# Lubomirskia abietina
Lubomirskia abietina är en svampdjursart som beskrevs av Swartschewsky 1901. Lubomirskia abietina ingår i släktet Lubomirskia och familjen Lubomirskiidae.
Artens utbredningsområde är havet utanför Ryssland. Inga underarter finns listade i Catalogue of Life.